# Rund ärtmussla
Rund ärtmussla (Pisidium lilljeborgii) är en musselart som beskrevs av Clessin 1886. Rund ärtmussla ingår i släktet Pisidium, och familjen ärtmusslor. Arten är reproducerande i Sverige.